# Fernando el Herrero
Fernando Sánchez Moreno (Las Cabezas de San Juan, 13 de agosto de 1877-Madrid, 1941), fue un cantaor flamenco español de origen payo, conocido artísticamente como Fernando el Herrero. 

## Biografía
Herrero de profesión en su juventud, le valió de apodo que le acompañó durante su vida artística. Fue especialmente aclamada su actuación en 1919 con motivo del homenaje a Antonio Silva, el Porgués, y que era un maestro para el Herrero. Prosiguió con éxitos en la capital andaluza hasta que en 1925 y tras una aclamada actuación en el Hotel Alfonso XIII, se le abren las puertas de Madrid. Fue un denfensor del cante clásico al estilo de su maestro, el Portugués. Destacó especialmente en los cantes de Seguiriyas, Cartageneras, y Tientos.